# Đào Bá Sơn
Đào Bá Sơn (sinh ngày 20 tháng 12 năm 1952) là một diễn viên, đạo diễn điện ảnh người Việt Nam. Ông là sinh viên khóa 2 Trường Điện ảnh Việt Nam từ năm 1973 đến năm 1977. Đào Bá Sơn được nhiều người biết đến với vai trò diễn viên. Năm 1984, ông chuyển vào sinh sống và làm việc tại Thành phố Hồ Chí Minh cho đến nay. Kể từ khi vào TP. HCM, sự nghiệp điện ảnh của ông gắn liền với Hãng phim Giải Phóng. Ông đã đóng hơn 100 vai chính, thứ trong các bộ phim điện ảnh và truyền hình.
Ngoài ra ông còn được biết đến với vai trò đạo diễn của nhiều bộ phim đoạt giải thưởng và được khán giả biết đến như: Long thành cầm giả ca, Cầu thang tối, Biệt ly trắng, Người tìm vàng, Đi qua lời nguyền, Chị Dung, Lời tạ từ trong mưa, Đám mây không dừng lại.
Để ghi nhận sự đóng góp của ông dành cho điện ảnh nước nhà, năm 2011 ông đã vinh dự được nhà nước trao tặng danh hiệu Nghệ sĩ Nhân dân.

## Sự nghiệp
Năm 1977, Đào Bá Sơn tốt nghiệp khóa 2 của Trường Điện ảnh Hà Nội. Năm 1978, ông về làm việc tại Hãng phim truyện Việt Nam. Năm 1980, ông về làm việc cho Nhà hát Kịch Trung ương. Năm 1984, ông bắt đầu chuyển vào sinh sống tại Thành phố Hồ Chí Minh.
Khi mới bước vào nghề diễn viên, Đào Bá Sơn thường được giao những vai sĩ quan Mỹ, Pháp như: vai Trung úy Smith trong "Chom và Sa", vai Thiếu tá Jean trong "Tự thú trước bình minh" của đạo diễn Phạm Kỳ Nam, vai Đại úy Snaider trong "Tình không biên giới", vai người cựu chiến binh Mỹ Rizt trong "Pho tượng Laskmy" của đạo diễn Nguyễn Văn Thông. Ngoài những vai diễn sĩ quan quân đội, Đào Bá Sơn còn gây ấn tượng với nhiều vai chính khác, như vai Nam trong phim "Hãy tha thứ cho em", vai giám đốc Tư Lê trong phim "Lưới trời"...
Trong vai trò đạo diễn, Đào Bá Sơn đã gặt hái được rất nhiều thành công với 16 giải thưởng quốc gia, trong đó có 3 giải Đạo diễn xuất sắc. Nhiều bộ phim của ông được tham dự nhiều Liên hoan phim quốc tế như: "Biệt ly trắng", "Madam Dung", "Đám mây không dừng lại", "Người tìm vàng", "Long thành cầm giả ca". Bộ phim được đánh giá cao nhất trong sự nghiệp đạo diễn của Đào Bá Sơn chính là "Long thành cầm giả ca", có nội dung về đề tài lịch sử Thăng Long - Hà Nội, phim đã đoạt giải Cánh diều vàng (2010) danh giá.
Hiện nay, Đào Bá Sơn đang giảng dạy tại Khoa Nghệ Thuật,Sân khấu và Điện ảnh,Trường Đại học Văn Lang TP.HCM
Ông là ban giám khảo nhiều năm liền của Liên hoan phim trong nước Cánh diều vàng và cũng là ban giám khảo của hạng mục Gương mặt điện ảnh & truyền hình hôm nay - Giải thưởng Ngôi Sao Xanh